# Justicia amherstia
Justicia amherstia är en akantusväxtart som beskrevs av Sigamony Stephen Richard Bennet. Justicia amherstia ingår i släktet Justicia och familjen akantusväxter. Inga underarter finns listade i Catalogue of Life.